# Kluckhof
Kluckhof ist eine kleine Ortschaft im Ortsteil Voßheide der Stadt Lemgo im Kreis Lippe in Nordrhein-Westfalen. Bis 1921 war Kluckhof eine eigenständige Gemeinde im damaligen Freistaat Lippe.

## Geographie und Geschichte
Seit der Mitte des 19. Jahrhunderts bestand die Gemeinde Kluckhof im lippischen Verwaltungsamt Brake, die aus der gleichnamigen Bauerschaft hervorgegangen war. Zu ihr gehörten das Dorf Kluckhof, Teile der Dörfer Breite und Voßheide sowie die Wohnplätze Bergkrug, Eickernkrug, Eickernmühle und Mühlenberg. Am 1. Oktober 1921 wurde Kluckhof mit den Nachbargemeinden Hasebeck und Lütte zur neuen Gemeinde Voßheide zusammengeschlossen. Voßheide wiederum wurde am 1. Januar 1969 in die Stadt Lemgo eingemeindet.

## Einwohnerentwicklung
| Jahr | Einwohner | Quelle |
| ---- | --------- | ------ |
| 1875 | 349       | [ 3 ]  |
| 1882 | 368       | [ 4 ]  |
| 1898 | 371       | [ 5 ]  |
| 1902 | 349       | [ 6 ]  |
| 1906 | 362       | [ 7 ]  |
| 1911 | 368       | [ 1 ]  |

## Baudenkmäler
Ein Baudenkmal in Kluckhof ist das Gebäude Kluckhofer Weg 6.